# Burg Ahegg
Die Burg Ahegg ist eine abgegangene Höhenburg auf 630 m ü. NHN im heutigen Wohngebiet Ahegg des Ortsteils Deuchelried der Stadt Wangen im Allgäu im Landkreis Ravensburg in Baden-Württemberg.
Die Burg der Herren von Ahegg, die als Ministeriale des Klosters Sankt Gallen im 14. bis 15. Jahrhundert genannt werden, wurden 1362 erstmals mit Heinrich der Ahegger erwähnt, 1373 erscheint dann Johans der Ahegger in den Urkunden.
Die Stelle der kleinen Turmburg lag etwa 130 Meter südwestlich des Hofes Ahegg, vermutlich dem früheren Bauhof der Burg. Der Burgplatz ist teilweise in das Tal der Unteren Argen abgerutscht. Seit dem 14./15. Jahrhundert ist die Burg wohl abgegangen, da ab dann nur noch das Gut Ahegg erwähnt wird.